# Pristigaster whiteheadi
Pristigaster whiteheadi is een straalvinnige vissensoort uit de familie van de haringen, sardienen en pellona's (Pristigasteridae). De wetenschappelijke naam van de soort is voor het eerst geldig gepubliceerd in 2000 door Menezes & de Pinna.